# Окалёк
Окалёк (фр. Aucaleuc, брет. Oskaleg, галло Laugaloec) — коммуна во Франции, находится в регионе Бретань. Департамент — Кот-д’Армор. Входит в состав кантона Динан. Округ коммуны — Динан.
Код INSEE коммуны — 22003.

## География
Коммуна расположена приблизительно в 340 км к западу от Парижа, в 55 км северо-западнее Ренна, в 50 км к востоку от Сен-Бриё.

## Население
Население коммуны на 2016 год составляло 974 человека.
| 1962 | 1968 | 1975 | 1982 | 1990 | 1999 | 2008 | 2016 |
| ---- | ---- | ---- | ---- | ---- | ---- | ---- | ---- |
| 313  | 337  | 452  | 536  | 601  | 629  | 875  | 974  |

## Администрация
| Период | Период | Фамилия        | Партия                  | Примечания               |
| ------ | ------ | -------------- | ----------------------- | ------------------------ |
| 2001   | 2010   | Жан Фовель     | Социалистическая партия |                          |
| 2010   | 2014   | Ги Никола      |                         |                          |
| 2014   |        | Кристоф Оливье |                         | государственный служащий |

## Экономика
В 2007 году среди 594 человек в трудоспособном возрасте (15—64 лет) 473 были экономически активными, 121 — неактивными (показатель активности — 79,6 %, в 1999 году было 76,7 %). Из 473 активных работали 441 человек (247 мужчин и 194 женщины), безработных было 32 (15 мужчин и 17 женщин). Среди 121 неактивных 32 человека были учениками или студентами, 54 — пенсионерами, 35 были неактивными по другим причинам.

## Достопримечательности
- Церковь Сен-Симфорьен (XVIII век)
- Феодальный мотт (X—XI века)